# Xã Torch Lake, Quận Antrim, Michigan
Xã Torch Lake (tiếng Anh: Torch Lake Township) là một xã thuộc quận Antrim, tiểu bang Michigan, Hoa Kỳ. Năm 2010, dân số của xã này là 1.194 người.